# Odoacre Chierico
Odoacre Chierico (Roma, 28 marzo 1959) è un allenatore di calcio, ex calciatore ed ex giocatore di calcio a 5 italiano, di ruolo centrocampista.

## Carriera

### Giocatore

Chierico (a sinistra) e Falcao in maglia romanista durante la Coppa delle Coppe 1981-1982

Comincia a calcare i campi di Serie A nell'Inter, con cui esordisce il 26 febbraio 1978 all'Olimpico contro la Lazio, perdendo 1-0. Nel 1979 passa a vestire un'altra maglia nerazzurra, quella del Pisa, in Serie B; nella squadra del presidentissimo Romeo Anconetani vive due stagioni da protagonista con 58 presenze e 7 gol.
Nel 1981 torna nella natìa Roma, sponda giallorossa, agli ordini del Barone Nils Liedholm di cui ottiene la fiducia, pur non essendo, nonostante la posizione avanzata in campo, molto prolifico come marcatore. Nella sua prima stagione colleziona 29 presenze segnando 2 reti. Nel campionato 1982-1983, quello del secondo Scudetto romanista, gioca 16 partite segnando 2 gol, il primo a Torino contro la Juventus e l'altro al Napoli. Nelle due annate successive gioca 32 volte e segna 2 gol; da ricordare la sua prestazione nella trasferta del 4 dicembre 1983 sul campo della Juventus, quando al 44' del secondo tempo confeziona un assist memorabile, incluso pallonetto su un giocatore della difesa bianconera (Michel Platini), indirizzato al bomber Roberto Pruzzo che segna in rovesciata il definitivo 2-2.
Nell'estate 1985 passa all'Udinese, dove resta per tre anni circa: i primi due in Serie A e il successivo in Serie B. Nel novembre 1988 si trasferisce al Cesena, dove gioca insieme a storici giocatori come Massimo Agostini e Adriano Piraccini, contribuendo alla permanenza in massima serie dei romagnoli nella stagione 1988-1989.
Successivamente si trasferisce all'Ascoli in massima serie, al Barletta fra i cadetti e al Gubbio in Serie C2, dove conclude una carriera in cui ha totalizzato complessivamente 176 presenze e 10 reti in Serie A e 92 presenze e 8 reti in Serie B.
Nella stagione 1994-1995 si cimentò con il calcio a 5, giocando insieme all'amico Sebastiano Nela nel Marino, in Serie A.

### Allenatore
Dopo la sua carriera da calciatore, inizia quella da allenatore, cominciando prima ad allenare nelle giovanili di piccole squadre romane , tra cui l'Atletico2000 e poi passando a guidare squadre dilettantistiche. Qui, inizia nell'Astrea, in Serie D, per poi trasferirsi nel Guidonia, sempre nella massima categoria dilettantistica.
Successivamente scende ad allenare nel campionato laziale di Eccellenza, sulla panchina del Pomezia, dove nella stagione 2007-2008 ottiene un discreto sesto posto che tuttavia non basta a evitargli l'esonero a fine stagione. Passato alla guida del Potenza, dopo due sconfitte consecutive in campionato viene sollevato dall'incarico.
Nel 2014 è osservatore per l' As Roma
Nel 2015 diviene collaboratore tecnico della formazione Primavera della Roma, ruolo che lascia nel 2018 per dare serenità al figlio appena entrato in rosa.
Nel 2021 allena le giovanili dell'Accademia Gialloazzurri
Nel 2023 ricopre il ruolo di direttore tecnico nel Valmontone, società militante nell'Eccellenza laziale.
Dal 2025 allena la U18 del Frosinone

## Fuori dal campo
Nel 1984 assieme a Pruzzo, Carlo Ancelotti e Francesco Graziani, compagni di squadra nella Roma, partecipa nella parte di sé stesso al film di Sergio Martino L'allenatore nel pallone e in Mezzo destro mezzo sinistro - 2 calciatori senza pallone. Sempre insieme a Graziani nello stesso anno appare in un cameo nel film Giochi d'estate di Bruno Cortini. Nel 2005 collabora alla miniserie televisiva Il Grande Torino della Rai, insegnando alcuni fondamentali calcistici al protagonista Giuseppe Fiorello.
Nel 2012 vince il Premio Sette Colli, prestigioso riconoscimento dedicato alle Bandiere Giallorosse.

## Statistiche

### Presenze e reti nei club
| Stagione        | Squadra         | Campionato      | Campionato | Campionato | Coppe nazionali | Coppe nazionali | Coppe nazionali | Coppe continentali | Coppe continentali | Coppe continentali | Altre coppe | Altre coppe | Altre coppe | Totale | Totale |
| Stagione        | Squadra         | Comp            | Pres       | Reti       | Comp            | Pres            | Reti            | Comp               | Pres               | Reti               | Comp        | Pres        | Reti        | Pres   | Reti   |
| --------------- | --------------- | --------------- | ---------- | ---------- | --------------- | --------------- | --------------- | ------------------ | ------------------ | ------------------ | ----------- | ----------- | ----------- | ------ | ------ |
| 1977-1978       | Inter           | A               | 6          | 0          | CI              | 4               | 0               | -                  | -                  | -                  | -           | -           | -           | 10     | 0      |
| 1978-1979       | Inter           | A               | 12         | 0          | CI              | 1               | 0               | CdC                | 4                  | 1                  | -           | -           | -           | 17     | 1      |
| Totale Inter    | Totale Inter    | Totale Inter    | 18         | 0          |                 | 5               | 0               |                    | 4                  | 1                  |             | -           | -           | 27     | 1      |
| 1979-1980       | Pisa            | B               | 27         | 1          | CI              | 4               | 0               | -                  | -                  | -                  | -           | -           | -           | 31     | 1      |
| 1980-1981       | Pisa            | B               | 31         | 6          | CI              | 2               | 0               | -                  | -                  | -                  | -           | -           | -           | 33     | 6      |
| Totale Pisa     | Totale Pisa     | Totale Pisa     | 58         | 7          |                 | 6               | 0               |                    | -                  | -                  |             | -           | -           | 64     | 6      |
| 1981-1982       | Roma            | A               | 29         | 2          | CI              | 1               | 1               | CdC                | 4                  | 1                  | -           | -           | -           | 34     | 4      |
| 1982-1983       | Roma            | A               | 16         | 2          | CI              | 7               | 2               | CU                 | 4                  | 0                  | -           | -           | -           | 27     | 4      |
| 1983-1984       | Roma            | A               | 17         | 1          | CI              | 9               | 0               | CC                 | 7                  | 0                  | -           | -           | -           | 33     | 1      |
| 1984-1985       | Roma            | A               | 15         | 1          | CI              | 4               | 0               | CdC                | 6                  | 0                  | -           | -           | -           | 25     | 1      |
| Totale Roma     | Totale Roma     | Totale Roma     | 77         | 6          |                 | 21              | 3               |                    | 21                 | 1                  |             | 0           | 0           | 119    | 10     |
| 1985-1986       | Udinese         | A               | 24         | 1          | CI              | 6               | 2               | -                  | -                  | -                  | TE          | ?           | ?           | 30+    | 3+     |
| 1986-1987       | Udinese         | A               | 27         | 3          | CI              | 3               | 0               | -                  | -                  | -                  | -           | -           | -           | 30     | 3      |
| 1987-1988       | Udinese         | B               | 23         | 1          | CI              | 2               | 0               | -                  | -                  | -                  | -           | -           | -           | 25     | 1      |
| lug.-ott. 1988  | Udinese         | B               | 0          | 0          | CI              | -               | -               | -                  | -                  | -                  | -           | -           | -           | 0      | 0      |
| Totale Udinese  | Totale Udinese  | Totale Udinese  | 74         | 5          |                 | 11              | 2               |                    | -                  | -                  |             | ?           | ?           | 85+    | 7+     |
| 1988-1989       | Cesena          | A               | 20         | 0          | CI              | -               | -               | -                  | -                  | -                  | -           | -           | -           | 20     | 0      |
| lug.-ott. 1989  | Cesena          | A               | 0          | 0          | CI              | -               | -               | -                  | -                  | -                  | -           | -           | -           | 0      | 0      |
| Totale Cesena   | Totale Cesena   | Totale Cesena   | 20         | 0          |                 | 0               | 0               |                    | -                  | -                  |             | -           | -           | 20     | 0      |
| 1989-1990       | Ascoli          | A               | 15         | 0          | CI              | 1               | 0               | -                  | -                  | -                  | -           | -           | -           | 16     | 0      |
| lug.-ott. 1990  | Ascoli          | B               | 0          | 0          | CI              | 0               | 0               | -                  | -                  | -                  | -           | -           | -           | 0      | 0      |
| Totale Ascoli   | Totale Ascoli   | Totale Ascoli   | 15         | 0          |                 | 1               | 0               |                    | -                  | -                  |             | -           | -           | 16     | 0      |
| 1990-1991       | Barletta        | B               | 11         | 0          | CI              | -               | -               | -                  | -                  | -                  | -           | -           | -           | 11     | 0      |
| 1991-1992       | Gubbio          | C2              | 10         | 0          | CI-C            | ?               | -?              | -                  | -                  | -                  | -           | -           | -           | 10     | 0      |
| Totale carriera | Totale carriera | Totale carriera | 283        | 18         |                 | 44+             | 5+              |                    | 25                 | 2                  |             | 0+          | 0+          | 352+   | 25+    |

## Palmarès

### Giocatore

#### Club
- Coppa Italia: 2

Inter: 1977-1978
Roma: 1983-1984
- Campionato italiano: 1

Roma: 1982-1983